# Rutland-Melton International CiCLE Classic
Der Rutland-Melton International CiCLE Classic (auch East Midland Classic) ist ein britisches Straßenradrennen.
Das Rennen wurde 2005 zum ersten Mal ausgetragen und findet seitdem jährlich Ende April statt. Der Start befindet sich in Oakham und das Ziel ist in Melton Mowbray in den East Midlands. Das Rennen wird geprägt von seinen Offroad-Abschnitten und den kurzen knackigen Anstiegen, ähnlich wie bei Paris–Roubaix oder der Ronde van Vlaanderen. Seit 2005 zählt das Eintagesrennen zur UCI Europe Tour und ist in die Kategorie 1.2 eingestuft. Bisher konnte noch kein Fahrer das Rennen zweimal für sich entscheiden.

## Sieger
- 2025  Ben Granger
- 2024 abgesagt
- 2023  Luke Lamperti
- 2022  Finn Crockett
- 2020–2021 - keine Austragung -
- 2019  Colin Joyce
- 2018  Gabriel Cullaigh
- 2017  Daniel Fleeman
- 2016  Conor Dunne
- 2015  Steele Von Hoff
- 2014  Thomas Moses
- 2013  Ian Wilkinson
- 2012  Alexandre Blain
- 2011  Zakkari Dempster
- 2010  Michael Berling
- 2009  Ian Wilkinson
- 2008  Ciarán Power
- 2007  Malcolm Elliott
- 2006  Robin Sharman
- 2005  Scott Gamble